# Elecciones municipales de Bolonia de 2021
Las elecciones municipales de Bolonia de 2021 tuvieron lugar el 3 y 4 de octubre. En dicha elección se eligió al alcalde de Bolonia y a treinta y cinco miembros del Ayuntamiento.

## Sistema electoral
El sistema de votación es el que se utiliza en todas las elecciones para elegir alcaldes en Italia, en las ciudades con una población superior a los 15.000 habitantes. Bajo este sistema, los votantes expresan su voto directo por el alcalde o un voto indirecto votando por el partido de la coalición del candidato. Si ningún candidato recibe el 50% de los votos durante la primera ronda, los dos mejores candidatos pasan a una segunda ronda a celebrarse dos semanas después.
El número de escaños para cada partido se determina proporcionalmente, utilizando el sistema D'Hondt. Solo las coaliciones con más del 3% de los votos son elegibles para obtener escaños.

## Primarias

### Elección primaria de centro-izquierda
| Candidato | Candidato      | Partido             | Votos  | %    | Ref.  |
| --------- | -------------- | ------------------- | ------ | ---- | ----- |
|           | Matteo Lepore  | Partido Democrático | 15.750 | 59.6 | [ 2 ] |
|           | Isabella Conti | Italia Viva         | 10.672 | 40.4 | [ 3 ] |
| Total     | Total          | Total               | 26.422 | 100  |       |

## Encuestas
| Encuestadora | Fecha     | Lepore | Battistini |
| ------------ | --------- | ------ | ---------- |
| Encuestadora | Fecha     |        |            |
| Noto         | 15/9/2021 | 60.0%  | 34.0%      |
| Quorum       | 10/9/2021 | 59.5%  | 32.1%      |
| Quorum       | 8/9/2021  | 60.1%  | 32.5%      |
| Opinio       | 7/9/2021  | 58.0%  | 37.0%      |
| BiDiMedia    | 26/8/2021 | 63.5%  | 28.0%      |
| Winpoll      | 18/8/2021 | 61.6%  | 27.1%      |
| Opinio       | 17/8/2021 | 57.0%  | 38.0%      |
| Demopolis    | 5/8/2021  | 49.0%  | 36.0%      |

## Resultados
| Candidato       | Candidato            | Partido             | Votos   | %     | Escaños | +/- |
| --------------- | -------------------- | ------------------- | ------- | ----- | ------- | --- |
|                 | Matteo Lepore        | Partido Democrático | 94.565  | 61.90 | 25      | 3   |
|                 | Fabio Battistini     | Independiente       | 45.282  | 29.64 | 10      | 4   |
|                 | Marta Collot         |                     | 3.801   | 2.49  |         |     |
|                 | Stefano Sermenghi    |                     | 3.053   | 2.00  |         |     |
|                 | Andrea Tosatto       |                     | 2.497   | 1.63  |         |     |
|                 | Dora Palumbo         |                     | 2.433   | 1.59  |         |     |
|                 | Federico Bacchiocchi |                     | 625     | 0.41  |         |     |
|                 | Luca Labanti         |                     | 508     | 0.33  |         |     |
| Total           | Total                | Total               | 152.764 | 100   | 35      | 2   |
| Votos en blanco | Votos en blanco      | Votos en blanco     | 1.344   | 0.86  |         |     |
| Votos nulos     | Votos nulos          | Votos nulos         | 2.613   | 1.67  |         |     |
| Participación   | Participación        | Participación       | 156.742 | 51.18 |         |     |
| Registrados     | Registrados          | Registrados         | 306.240 | 100   |         |     |
| Fuente:         |                      |                     |         |       |         |     |